# Sarepta Therapeutics
Sarepta Therapeutics ist ein US-amerikanisches, medizinisches Forschungsunternehmen, das 1980 ursprünglich unter dem Firmennamen AntiVirals gegründet und 2012 in Sarepta umbenannt wurde. Sarepta hat seinen Hauptsitz in Cambridge, MA. Die europäische Zentrale befindet sich in Zug, Schweiz. Auch in Deutschland, Italien, Großbritannien, Irland, Schweden und Brasilien wurden 2018 Niederlassungen gegründet. An der amerikanischen Technologiebörse NASDAQ ist Sarepta unter dem Kennzeichen SRPT gelistet.
Sarepta hat sich der Entdeckung und Entwicklung von präzise wirksamen Gentheraputika („precision genetic medicines“) zur Behandlung von seltenen neuromuskulären Erkrankungen verschrieben. In erster Linie treibt Sarepta die Entwicklung seiner Wirkstoffkandidaten zur Behandlung der Duchenne-Muskeldystrophie (DMD) voran.

## Tätigkeitsgebiet
Ein zentrales Indikationsgebiet für die von Sarepta entwickelten Gentherapeutika stellt derzeit die DMD dar, eine muskuläre Erbkrankheit, bei der das Muskelstrukturprotein Dystrophin fehlt.
Einige Krankheiten – wie z. B. viele neuromuskuläre Erkrankungen – können durch fehlende oder fehlerhafte Proteine verursacht werden. Proteine sind wichtige Bestandteile z. B. der Zellstruktur oder von Enzymen. Die Proteinbiosynthese erfolgt intrazellulär an den Ribosomen. Hierbei werden zuerst die jeweiligen in der DNA gespeicherten Informationen bei Bedarf in entsprechende mRNA-Templates (mRNA: messenger RNA) „transkribiert“. Diese werden im Anschluss von den Ribosomen verarbeitet und in die jeweiligen Proteine „übersetzt“. Bei einer fehlerhaften DNA bzw. mRNA kann es zu einer Produktion von fehlerhaften Proteinen oder gar zu einem Abbruch der jeweiligen Proteinbiosynthese kommen – wie z. B. bei der DMD. Das ursächliche therapeutische Ziel hierbei ist es, die entsprechende Proteinbiosynthese (wieder) zu ermöglichen.

## Medikamente/Pipeline
Die Pipeline von Sarepta weist derzeit im Bereich DMD die meisten Wirkstoff-Kandidaten auf. Am weitesten vorangeschritten sind hier die mRNA-gezielten Wirkstoffe. mRNA-gezielte Wirkstoffe sind eine Möglichkeit, das Fehlen des Protein Dystrophin bei Patienten mit DMD zumindest teilweise zu beheben. Diese können z. B. so konzipiert sein, dass sie die fehlerhafte Produktion oder das Fehlen eines an einer Krankheit beteiligten Proteins teilweise oder sogar ganz korrigieren und so zu einer Verzögerung des Voranschreitens der Erkrankung beitragen können. Durch ihre Wirkung auf der genetischer Ebene haben mRNA-gezielte Wirkstoffe das Potenzial, bestimmte Krankheiten ursächlich zu therapieren, die sonst mit herkömmlichen niedermolekularen oder biologischen Medikamenten in dieser Form nicht behandelt werden könnten. Ein typisches Beispiel dafür ist die Behandlung der DMD, bei der über mRNA-gezielte Wirkstoffe die Synthese einer verkürzten Form von Dystrophin ermöglicht wird.
Die in der Pipeline von Sarepta am weitesten vorangeschrittenen mRNA-gezielten Wirkstoffe basieren auf einer proprietären Phosphorodiamidat-Morpholino-Oligomer (PMO) Chemie-Plattform, die mittels „Exon-Skipping“ (= Überspringen bzw. „Überlesen“ von bestimmten, meist schadhaften Abschnitten der mRNA) auf eine individuelle Korrektur der jeweiligen mRNA ausgerichtet ist. Bei DMD soll mit diesem Ansatz die zumindest teilweise Herstellung des fehlenden Proteins Dystrophin erreicht werden. Im Gegensatz zu früheren Ansätzen von Exon-Skipping bei DMD besitzen PMOs eine neutrale Phosphat-Bindung, die nach bisherigen Erkenntnissen in einer nur niedrigen Toxizität und nur geringen damit verbundenen Nebenwirkungen resultiert.
Die folgenden PMO Medikamente bzw. Wirkstoffe befinden sich derzeit bei Sarepta im späten Stadium der klinischen Entwicklung:
- Eteplirsen / Exondys 51 / AVI-4648 (Phase III / IV): im September 2016 unter dem Handelsnamen Exondys 51 in den USA in einem beschleunigten Zulassungsverfahren (fast track) als erstes Arzneimittel zur ursächlichen Behandlung der DMD für Patienten zugelassen, die eine entsprechende Mutationen, die Exon 51 einschließt, aufweisen.[7] In Europa wurde die Zulassung verweigert.[8][9]

- Golodirsen / Yvondis53 /SRP-4053 (Phase III resp. IV in den USA): für Exon-53-Skipping vorgesehen; einem Antrag in den USA auf Zulassung zur Behandlung der DMD bei entsprechenden Mutationen, die Exon 53 einschließen, wurde im Dezember 2019 stattgegeben.[10][1][11]

- Casimersen / SRP-4045 (Phase III): für Exon-45-Skipping vorgesehen; für die Behandlung von DMD bei entsprechenden Mutationen, die Exon 45 einschließen, in Entwicklung.[12]

Eine Weiterentwicklung der PMOs stellen die Protein-Phosphorodiamidat-Morpholino-Oligomere (PPMOs) dar. Hierbei handelt es sich um mit einem zusätzlichen Protein verbundenen PMOs, die hierdurch eine verbesserte Affinität zu bestimmten erlangen.
Neben den PMOs und den PPMOs entwickelt Sarepta zahlreiche weitere Substanzen im Bereich Gentherapie (z. B. AAVrh74.MHCK7.Micro-dystrophin, rAAVrh74. MCK.GALGT2, AAV2/8-Micro-dystrophin-1) und Genome Editing (z. B. CRISPR/CAS9) – meist in Kooperation mit namhaften akademischen Forschungseinrichtungen und Organisationen.
Im Juni 2018 präsentierte Sarepta auf seinem ersten R&D Day neben einer ausführlichen Übersicht über seine Pipeline auch erste, vorläufige, aber vielversprechende Daten zur Gentherapie der DMD mit AAVrh74.MHCK7.Micro-Dystrophin in der Behandlung von drei Jungen (Phase I/II) durch die Forschungsgruppe von Prof. Jerry Mendell im Nationwide Children Hospital. Auf der 23. Tagung der World Muscle Society im September 2018 in Mendoza wurden weitere Ergebnisse aus dieser Studie vorgestellt, die jetzt auch einen vierten Patienten einschlossen. Im Dezember 2019 gab Roche bekannt, dass es die Rechte von SRP-9001 Mikro-Dystrophin kaufen wird.
In der Pipeline von Sarepta befinden sich ferner Wirkstoffkandidaten für die Indikationen Gliedergürteldystrophie, Charcot-Marie-Tooth-Neuropathien und die Mucopolysaccharidose.

## Kooperationen
Eine intensive Zusammenarbeit von Sarepta im Bereich Gentherapie für DMD besteht mit der Forschungsgruppe von Prof. Jerry Mendel vom Nationwide Children Hospital in Columbus OH, USA.
Darüber hinaus arbeitet Sarepta mit der Patientenorganisation Skip-NMD bei der Entwicklung von Golodirsen (SRP-4053) zusammen.
Im Juni 2017 unterzeichnete Sarepta Therapeutics ferner eine Kooperation mit Genethon, einer gemeinnützigen F&E-Organisation aus Frankreich, die sich der Entwicklung von Biotherapien für seltene genetische Krankheiten von der Forschung bis hin zur klinischen Validierung widmet.
Im Juni 2018 folgte die Vereinbarung einer Kooperation mit der Firma Myonexus, die sich unter der Leitung von Prof. Louise Rodino-Klapac mit der Entwicklung von Therapie-Optionen für die Gliedergürteldystrophie (limb girdle muscular dystrophy, LGMD) beschäftigt.
Weitere Kooperationen wurden für die Indikationen Pompe, Charcot-Marie-Tooth-Neuropathien und die Mucopolysaccharidose geschlossen.
In 2019 vereinbarte Sarepta mit Roche, dass Roche die weltweiten Vermarktungsaktivitäten außerhalb der USA übernimmt.